# Mohsen Namjoo
Mohsen Namjoo (en persa: محسن نامجو) (Torbat-e Jam, 4 de març de 1976), també conegut per la premsa occidental com "El Bob Dylan de l'Iran", és un cantautor, acadèmic musical i instrumentista de setar iranià. El seu estil musical combina el blues, el rock o el jazz amb la música iraniana. Les lletres de les seves cançons acostumen a ser poemes perses clàssics o contemporanis o bé lletres pròpies, on s'hi solen trobar elements sarcàstics i irònics, que ocasionalment l'han enfrontat amb el règim de la República Islàmica de l'Iran. També ha destacat per la seva extensió vocal de quatre octaves i per innovar en el cant, intentant desenvolupar noves formes que busquen la màxima expressivitat. Es va exiliar d'Iran el 2008, i des de 2009 viu als Estats Units.

## Biografia
Mohsen Namjoo va néixer el 19 agost 1976 a Torbat-e Jam, una petita ciutat de la regió del Razavi Khorasan, al nord-est de l'Iran i propera a la frontera amb Turkmenistan i Afganistan. Ben aviat, però, la seva família es va mudar a la capital de la regió, Mashad, i en Mohsen va créixer allà. Entre els 12 i els 18 anys va estudiar cant tradicional iranià sota la supervisió de Nassrolah Nasseh-Pour, en uns cursos organitzats pel ministeri de cultura i guiatge islàmic. El 1994 va accedir a la Universitat d'art dramàtic de Teheran i va estudiar teatre durant un semestre, mentre esperava que comencessin les classes de música. Les lliçons de teatre, tot i durar poc temps, van exercir una gran influència en la seva música i la seva vida. L'any següent, el 1995, es va començar les lliçons de música a la Universitat de Teheran, on va familiaritzar-se amb la música occidental. Considera Jim Morrison, Chris Isaak, Mark Knopfler, The Doors o Leonard Cohen algunes de les seves principals influències d'aquest tipus de música.

## Discografia
Àlbums d'estudi
| Any  | Títol en anglès                 | Títol en persa     |
| ---- | ------------------------------- | ------------------ |
| 2005 | Damavand                        | دماوند             |
| 2007 | Toranj                          | ترنج               |
| 2008 | Jabr-e Joghrafiyaei             | جبرِ جغرافیایی      |
| 2009 | Oy                              | آخ                 |
| 2011 | Useless Kisses                  | بوسه‌های بیهوده     |
| 2014 | Trust the Tangerine Peel        | از پوست نارنگی مدد |
| 2016 | Personal Cipher                 | صفر شخصی           |
| 2018 | On The String of the Tear's Bow | بر چلّه کمان اشک    |
| 2019 | Phantasm                        | سودای من           |
| 2020 | Grandiloquent                   | مطنطن              |
| 2020 | Symphonic Odyssey               | سمفونیک اودیسه     |
| 2022 | Odd Time Rock                   | لنگ راک            |
| 2023 | Restless                        | بی تاب             |
| 2024 | Oula                            | اولى               |